# Ulf Sundberg (historiker)
Ulf Eskil Erik Sundberg, född 29 september 1956, är en svensk ekonom, historiker och författare till ett flertal böcker och tidskriftsartiklar.
Sundberg föddes i Stockholm, avlade studenten på Whitlockska samskolan 1976, och blev 2014 filosofie magister. Han blev filosofie doktor vid Åbo Akademi 2018 på en avhandling om förlusten av det svenska stormaktsväldet i början av 1700-talet. Sundberg är i boken särskilt skeptisk mot de otillräckliga omständigheterna kring de många fortifikationerna som Sverige hade långt utanför landets nuvarande gränser, mot hur dessa hade placerats och underhållits och mot deras planering, konstruktion och ombyggnad av Erik Dahlbergh under kung Karl XI.
Han har tidigare främst behandlat de århundraden av krigföring som Sverige och närliggande områden varit inblandade i. På en bredare front har en av hans uppmärksammade böcker varit om svenska kungligheters familjer och släkter, inklusive frillor och utomäktenskapliga barn.